# Первомайский (Дюрское муниципальное образование)
Первомайский —хутор в Новоузенском районе Саратовской области в составе сельского поселения Дюрское муниципальное образование. 

## География
Находится на расстоянии примерно 45 километров по прямой на северо-восток от районного центра города Новоузенск.

## История
Официальная дата основания 1927 год.

## Население
Постоянное население составило 338 человек (73% казахи) в 2002 году, 329 в 2010.